# École nationale des sciences de l'informatique
L'École nationale des sciences de l'informatique (arabe : المدرسة الوطنيّة لعلوم الإعلامية) ou ENSI est une école tunisienne formant des ingénieurs dans les technologies de l'information et de la communication.

## Histoire
Fondée en septembre 1984 par Habib Bourguiba Jr. et le professeur Mohamed Ben Ahmed, elle s'est installée sur l'avenue Mohammed-V à Tunis puis à la Charguia II avant d'emménager dans les nouveaux locaux qui se situent sur le campus de La Manouba (près de Tunis) à la rentrée 2000. C'est en anticipant cet emménagement que l'école intègre en 1999 la nouvelle Université de La Manouba qui vient d'être créée.
L'établissement entre en grève le 5 mars 2014 à la suite du refus de la nomination du professeur Leïla Azouz Saïdane au poste de directeur car, du point de vue des étudiants, elle serait intervenue dans l'acceptation de la demande de son fils pour intégrer l'ENSI. Toujours selon eux, l'étudiant en question ne répondrait pas aux critères de sélection pour intégrer la prestigieuse école. Le 17 avril, le ministre Tawfik Jelassi annonce la démission collective du conseil scientifique et la fin de la grève pour le lendemain.

## Cycle de formation d'ingénieurs
L'école délivre le diplôme national d'ingénieur en informatique au bout de trois ans aux élèves ingénieurs recrutés après une classe préparatoire. La formation inclut 2 700 heures dont des cours intégrés, des travaux pratiques, des projets et des stages. La formation inclut particulièrement les mathématiques appliquées, l'électronique, les systèmes informatiques et d'informations, les réseaux informatiques, l'architecture, la programmation ainsi que les langues, les sciences de gestion et le droit.
Les ingénieurs en informatique sont formés d'abord en tronc commun de trois semestres puis avec options pendant deux semestres :
- Ingénierie pour l'image ;
- Ingénierie logicielle et systèmes d'information ;
- Ingénierie pour la finance ;
- Ingénierie des systèmes intelligents et décision ;
- Réseaux et systèmes répartis ;
- Systèmes et logiciels embarqués.

Un stage obligatoire de quatre mois fait office de projet de fin d'études d'ingénieur et sanctionne la formation. La formation inclut deux autres stages obligatoires (deux fois six semaines).

## Cours
La formation est subdivisée en six semestres :
- trois semestres de tronc commun ;
- deux semestres de spécialisation (filières) ;
- stages d'été obligatoires, en première et deuxième année, et projet de fin d'études en troisième année (équivalent à 450 heures de travaux pratiques).

Le choix des filières se fait au début du deuxième semestre de la deuxième année au sein de l'un des trois départements :
- Département SID :
  - Ingénierie du logiciel et systèmes d'Information
  - Ingénierie des systèmes intelligents et décision
- Département SER :
  - Réseaux et systèmes répartis
  - Systèmes et logiciels embarqués
- Département IFI :
  - Ingénierie pour la finance
  - Ingénierie pour l'image

## Admission
Sont admis à l'école les étudiants des instituts préparatoires aux études d'ingénieurs (classes préparatoires) selon le mérite aux concours d'entrée aux grandes écoles et aux cycles de formation d'ingénieurs. Comme les autres écoles d'ingénieurs en Tunisie, l'admission se fait sans distinction de nationalité et reste ouvert aux étudiants étrangers inscrits dans des cycles préparatoires tunisiens. Dans les cas où plusieurs candidats sont ex æquo, les candidats les plus jeunes sont recrutés dans la limite des places disponibles.
Un quota de places est réservé aux candidats lauréats titulaires d'une licence (fondamentale ou appliquée) admis en première année de cycle de formation d'ingénieur et aux candidats titulaires d'une maîtrise (ou équivalent) admis en deuxième année du même cycle.

## Directeurs
- 1984-1990 : Pr Mohamed Ben Ahmed
- 1991-1993 : Pr Montasser Ouaïli
- 1994-1999 : Pr Farouk Kamoun
- 2000-2002 : Abelhamid Ben Youssef
- 2002-2008 : Pr Khaled Ghedira
- 2008-2011 : Pr Leïla Azouz Saïdane
- 2011-2014 : Pr Abdelfettah Belghith
- 2014 : Pr Leïla Azouz Saïdane
- 2014-2017 : Pr Faouzi Ghorbel
- 2017-2023 : Pr Narjès Bellamine Ben Saoud
- Depuis 2023 : Pr Anja Habacha Chaibi

## Masters
- Master professionnel en sécurité informatique
- Par la recherche (École doctorale d'informatique) :
  - Master de recherche en sciences de l'informatique[5] avec deux parcours :
    - Data Science ;
    - Smart Systems ;

  - Master en génie logiciel et aide à la décision (options : ingénierie des composants et informatique structurelle + intelligence artificielle et décision) ;
  - Master en protocoles, réseaux, images et systèmes multimédia (options : réseaux et systèmes multimédia + image) ;
  - Doctorat et habilitation en informatique.

## Laboratoires de recherche
- Laboratoire de recherche en génies documentiel et logiciel ;
- Centre de recherche en réseaux systèmes et image multimédia ;
- Stratégies d'optimisation des informations et de la connaissance.

## Partenariats internationaux
Des coopérations d'enseignement et de recherche sont organisées avec l'Institut national de recherche en informatique et en automatique. Par ailleurs, une convention de double diplôme a été signée avec l'École centrale de Lille en décembre 2003 selon deux formules. Voici la liste des coopérations :
- ENSEIRB-MATMECA : deux ans de master à Bordeaux à partir de la troisième année ENSI avec un régime d'étude en anglais ;
- Télécom SudParis : un an et demi d'étude à l'ENSI suivi d'un an et demi à TSP et d'un stage de fin d'études ;
- ENSIMAG : deux ans à l'ENSI suivis d'un an (troisième année) à Grenoble ;
- École centrale de Lille
  - Double diplôme : deux ans d'études à Lille et deux à l'ENSI (première et troisième années à l'ENSI et première et deuxième années à Lille) ;
  - Master : première et deuxième années à l'ENSI et la troisième à Lille ;
- Laboratoire d'analyse et d'architecture des systèmes : partenariat renforcé pour des stages, masters et doctorats au sein du laboratoire.

## Vie associative

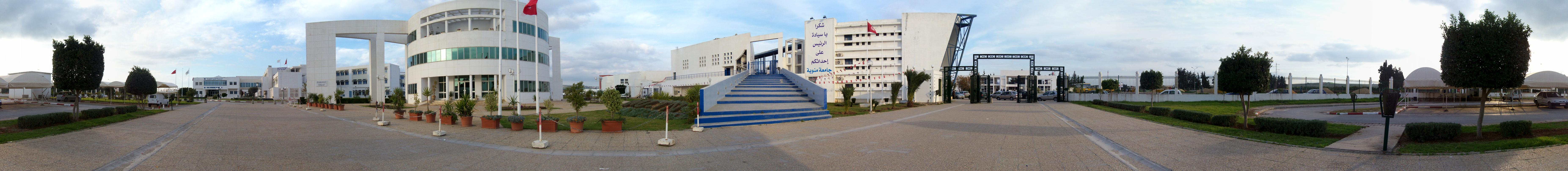
Vue du campus de La Manouba.

- Association de la recherche tunisienne des sciences pour l'image ;
- Association des anciens de l'ENSI ;
- Association des logiciels libres (DFSA) ;
- Association sportive et culturelle de l'ENSI ;
- Association tunisienne d'intelligence artificielle ;
- Association Robotique ENSI : création de robots et de systèmes automatiques et embarqués, et organisation d'évènements tels que Robocup ENSI ;
- Association ENSI Junior Entreprise : promotion de l'activité associative, réalisation de projets, suivi professionnel et premier contact entre les élèves ingénieurs et les entreprises ;
- Club ENSI Electronic Entertainment (E3) : formations dans le domaine du développement de jeux vidéo et de la modélisation en 3D ;
- Club ENSI Mobile Development Center : formations et événements liés au domaine du développement mobile ;
- Club ENSI Microsoft Club : club autour des technologies de Microsoft ;
- Club IEEE ENSI : formations, challenges, événements à l'échelle nationale et internationale ;
- Club NETLINKS : promotion de l'esprit d'innovation technologique chez les jeunes ingénieurs à travers des formations et projets réalisés tout au long de l'année et exposés à son évènement annuel international, NetlinksDay ;
- Club Open Source Software ENSI : promotion de la culture de l'open source et réalisation de projets ;
- Club Sécurité Informatique : initiation à la sécurité informatique, challenges, formations, projets ;
- Club ZooM ENSI : radio locale, sports, théâtre, musique et magazine des élèves ingénieurs ;
- Forum des étudiants de l'ENSI.